# Dekanat Albemarle
Dekanat Albemarle – jeden z 8 dekanatów rzymskokatolickich wchodzących w skład diecezji Raleigh w Stanach Zjednoczonych. 
Według danych na styczeń 2016 roku, w jego skład wchodziło 9 parafii posiadających łącznie 13 kościołów (w tym 4 filialne). 

## Lista parafii
Źródło:
| Lp. | Miejscowość    | Parafia                                       | Proboszcz                                  | Kościół                                                  | Grafika |
| --- | -------------- | --------------------------------------------- | ------------------------------------------ | -------------------------------------------------------- | ------- |
| 1   | Plymouth       | Parafia św. Joanny d'Arc                      | Rev. Michael J. Kerin                      | Kościół św. Joanny d'Arc w Plymouth                      |         |
| 2   | Ahoskie        | Parafia św. Karola Boromeusza                 | Rev. William J. Long                       | Kościół św. Karola Boromeusza w Ahoskie                  |         |
|     | Scotland Neck  | Parafia św. Karola Boromeusza                 | Rev. William J. Long                       | Kościół św. Anny w Scotland Neck                         |         |
| 3   | Edenton        | Parafia św. Anny                              | Very Reverend Carlos N. Arce               | Kościół św. Anny w Edenton                               |         |
|     | Columbia       | Parafia św. Anny                              | Very Reverend Carlos N. Arce               | Kościół Wszystkich Świętych w Columbia                   |         |
| 4   | Buxton         | Parafia Najświętszej Maryi Panny Morza        | Rev. Alfred J. Smuda, O.S.F.S.             | Kościół Najświętszej Maryi Panny Morza w Buxton          |         |
| 5   | Williamston    | Parafia Trójcy Przenajświętszej               | Rev. J. William Long (administrator)       | Kościół Trójcy Przenajświętszej w Williamston            |         |
| 6   | Windsor        | Parafia Ducha Świętego                        | Rev. Michael J. Kerin, G.H.M.              | Kościół Ducha Świętego w Windsor                         |         |
| 7   | Kitty Hawk     | Parafia Najświętszego Zbawiciela              | Rev. Dr. William F. Walsh, O.S.F.S.        | Kościół Najświętszego Zbawiciela w Kitty Hawk            |         |
|     | Nags Head      | Parafia Najświętszego Zbawiciela              | Rev. Dr. William F. Walsh, O.S.F.S.        | Kościół Trójcy Przenajświętszej w Nags Head              |         |
| 8   | Elizabeth City | Parafia Świętej Rodziny                       | Rev. J. Victor Gournas                     | Kościół Świętej Rodziny w Elizabeth City                 |         |
|     | Maple          | Parafia Świętej Rodziny                       | Rev. J. Victor Gournas                     | Kościół św. Katarzyny Drexel w Maple                     |         |
| 9   | Ocracoke       | Parafia Zwiastowania Najświętszej Maryi Panny | Deacon Frank T. Jones, III (administrator) | Kościół Zwiastowania Najświętszej Maryi Panny w Ocracoke |         |